# Sowietskoje Igristoje
Sowietskoje Igristoje – wino, a później namiastka wina musującego, półwytrawnego. Produkowane w Związku Radzieckim pod nazwą Sowietskoje Szampanskoje, na szeroką skalę od 1937 r.. Produkowane jest w Polsce przez przedsiębiorstwo Henkell Freixenet z Torunia.

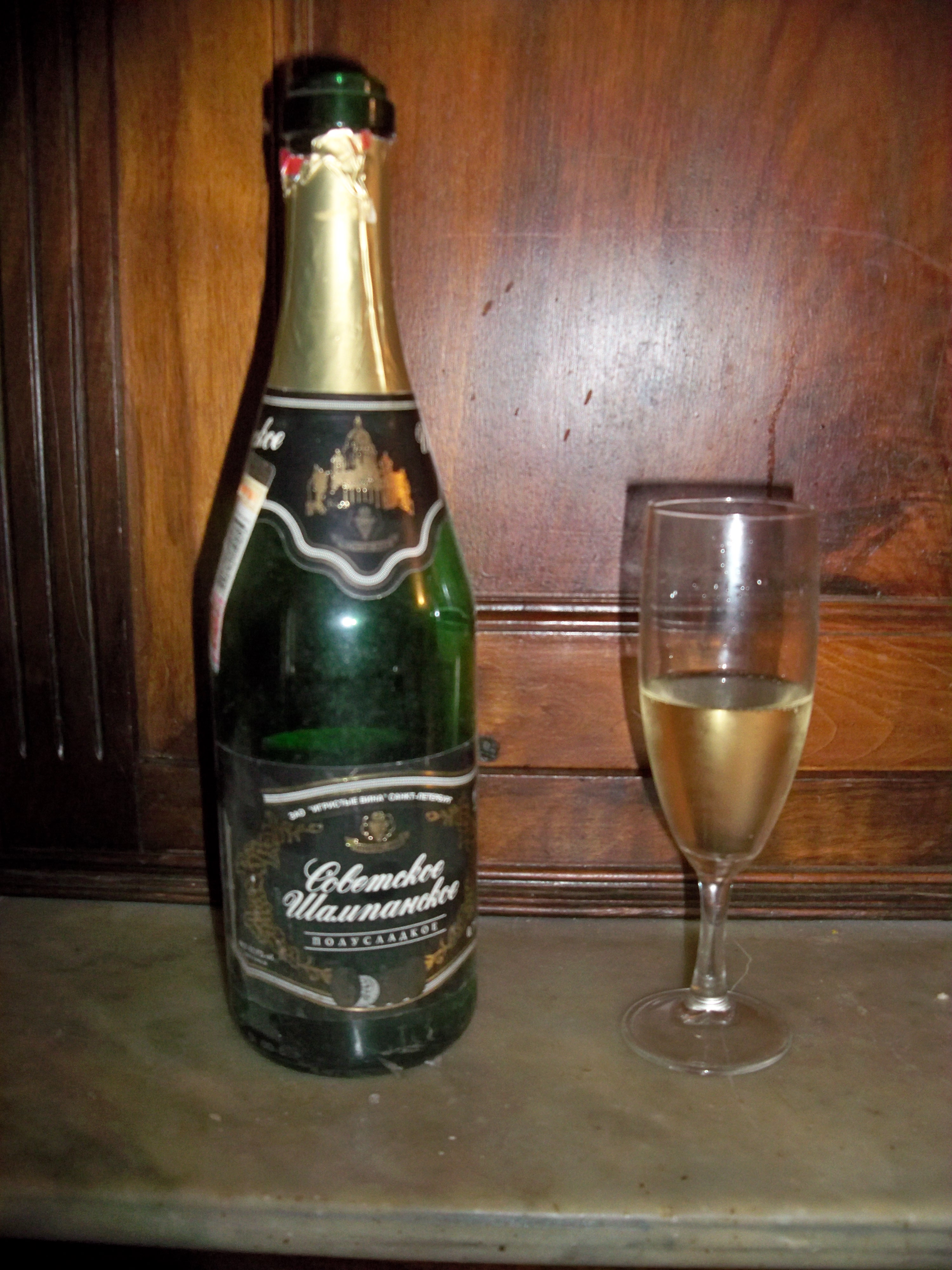
Sowietskoje Szampanskoje (2010)

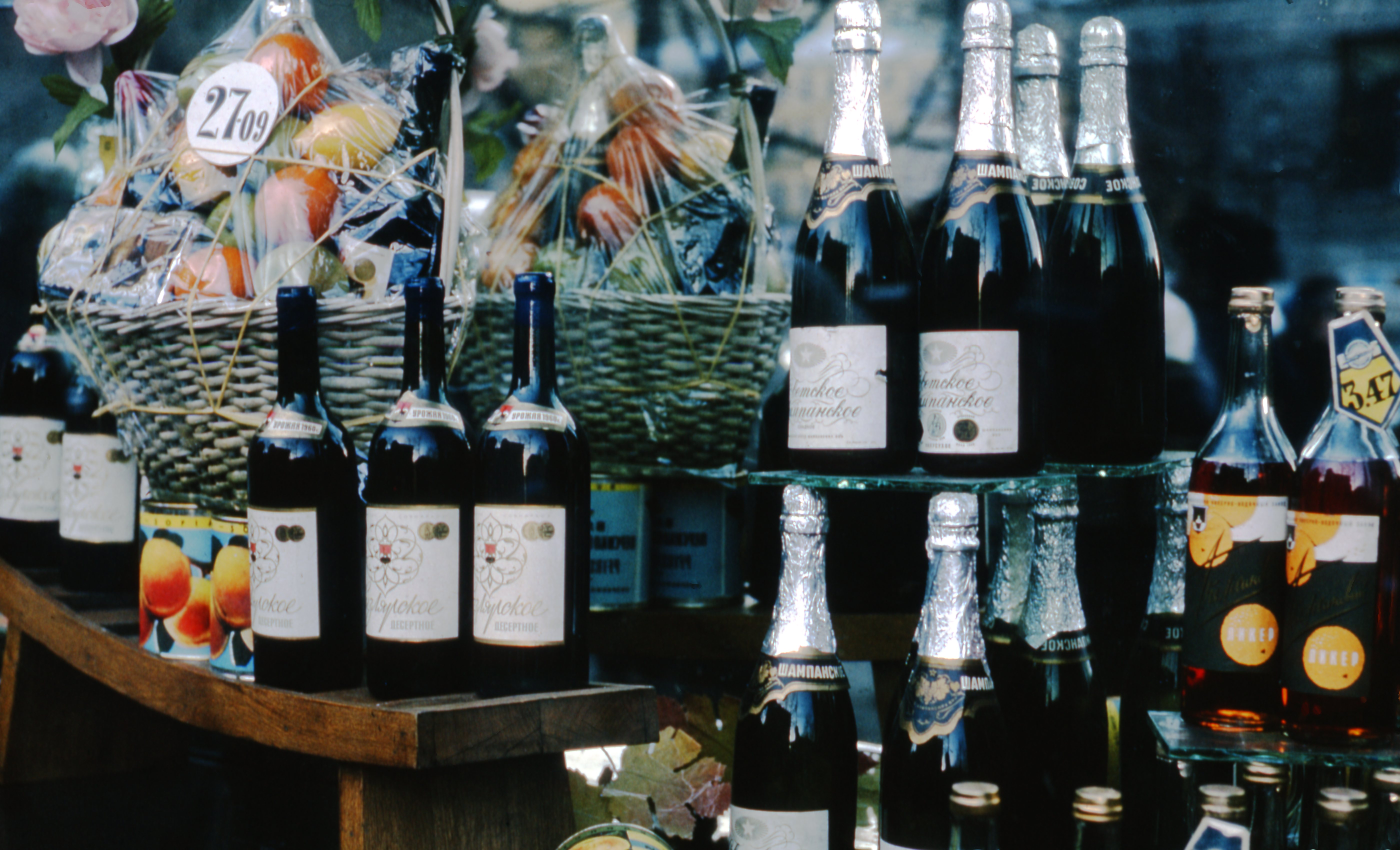
Sowietskoje Szampanskoje w ZSRR (1964)

## Historia
Wino było produkowane najprawdopodobniej z winorośli uprawianej na Krymie przez księcia Lwa Sirergiejewicza Golicyna, który pierwszy napój o późniejszej nazwie wyprodukował w roku 1889 pod nazwą Paradiz, korzystając z metod winiarskich z Szampanii. W latach 30. XX wieku produkcja została znacjonalizowana przez Józefa Stalina, a szampan był już produkowany pod nazwą Sowietskoje Szampanskoje. Produkcja odbywała się w Rostowie nad Donem. Wino produkowano metodą charmat, a pod koniec lat 50. XX wieku produkcję zautomatyzowano, rezygnując z fermentacji w kadziach
Po II wojnie światowej Sowietskoje Szampanskoje trafiło do Polski i było jednym z najpopularniejszych win musujących, głównie z powodu małej podaży innych napojów tego typu. W pierwszej dekadzie XXI wieku wino zaczęło być produkowane w Polsce pod nazwą Sowietskoje Igristoje, tym razem jako namiastka wina musującego. Jest również produkowane w Rosji.

## Skład wina
Sowietskoje Igristoje jest namiastką wina musującego, określanego na etykiecie jako „aromatyzowany napój winny, owocowy, musujący, gazowany”. Zgodnie z ustawą o wyrobie i rozlewie wyrobów winiarskich, napój tego typu powinien zawierać co najmniej 50% wina owocowego, aromatyzowany substancją inną niż pochodzącą z winogron. Jest dosładzany aspartamem.